# Doslidne
Doslidne  (ucraniano: Дослідне) es una localidad del Raión de Odesa en el Óblast de Odesa de Ucrania. Según el censo de 2001, tiene una población de 656 habitantes.